# Малайзия
Мала́йзия (малайск. Malaysia [məlejsiə]) — государство в Юго-Восточной Азии, территория — 330 803 км², состоящее из двух частей, разделённых Южно-Китайским морем — Западная Малайзия и Восточная Малайзия. Федеративная парламентская монархия. Подразделяется на 13 штатов и 3 федеральные территории. Конституционная столица — Куала-Лумпур, административная столица — Путраджая. Государственный язык — малайский.
Западная Малайзия (традиционное название — Малайя) занимает южную оконечность полуострова Малакка с прилегающими островами, граничит с Таиландом на севере, имеет также морские границы с Сингапуром и Индонезией; и Восточная Малайзия (традиционное название — Сабах и Саравак) занимает северную часть острова Калимантан с прилегающими островами, граничит с Брунеем на севере и с Индонезией на юге, имеет также морскую границу с Филиппинами.
Государственная религия — ислам. 60% населения составляют малайцы, которые согласно законодательству страны имеют особые привилегии в бизнесе, области образования и на государственной службе в отличие от других малайзийцев.
Современная Малайзия образовалась после создания Малайской Федерации в 1948 году. Независимость страны провозглашена 31 августа 1957 года от Великобритании. В 1963 году, в федерацию вошли территории Сабах, Саравак, Сингапур — в результате официальное название страны сменилось с «Малайская Федерация» на просто «Малайзия». Идеологические разногласия и результаты всеобщих выборов 1964 года привели к исключению Сингапура из федерации в 1965 году. До Малайской Федерации, территории в 1941—1945 годах находились под оккупацией японской империи, а до того были разделены на Стрейтс-Сетлментс, федеративные и нефедеративные государства под Великобританией, и до британской империи — Нидерландская Малакка и Португальская Малакка.
Является членом ООН, АТЭС, Содружества наций, Организации исламская конференция, Движения неприсоединения. Сыграла инициативную роль в создании АСЕАН, активно участвует в деятельности этой организации и её Регионального форума и также участник Восточноазиатского саммита и ряда других многосторонних структур АТР.

## Этимология
Считается, что название Melayu произошло от санскритских слов Malaiur или पर्वतदेशः Malayadvipa, что можно перевести как «горная страна». Это слово упоминалось индийскими торговцами по отношению к полуострову Малакка. По другой версии, название произошло от там. மலை Malai — «гора». Французский мореплаватель Жюль Дюмон-Дюрвиль после своей экспедиции в Океанию в 1826 году предложил использовать названия «Малайзия», «Микронезия» и «Меланезия», чтобы обозначить группы островов отдельно от Полинезии. В 1831 году он предложил эти названия Французскому географическому обществу. Малайзией Дюмон-Дюрвиль наименовал «территорию, известную как Ост-Индия». В 1850 году английский этнолог Джордж Самюэл Виндзор писал в Journal of the Indian Archipelago and Eastern Asia, предлагая для островов юго-восточной Азии название Мелаюнезия.
В 1957 году Малайская Федерация, включавшая штаты на полуострове Малакка, провозгласила свою независимость. Название «Малайзия» же было принято в 1963 году, когда к федерации присоединились Сингапур, Северный Борнео и Саравак. Таким образом, частица «зи» была добавлена к названию в честь присоединения трёх штатов. До этого название «Малайзия» применялось по отношению ко всему Малайскому архипелагу.

## География

### Общая характеристика

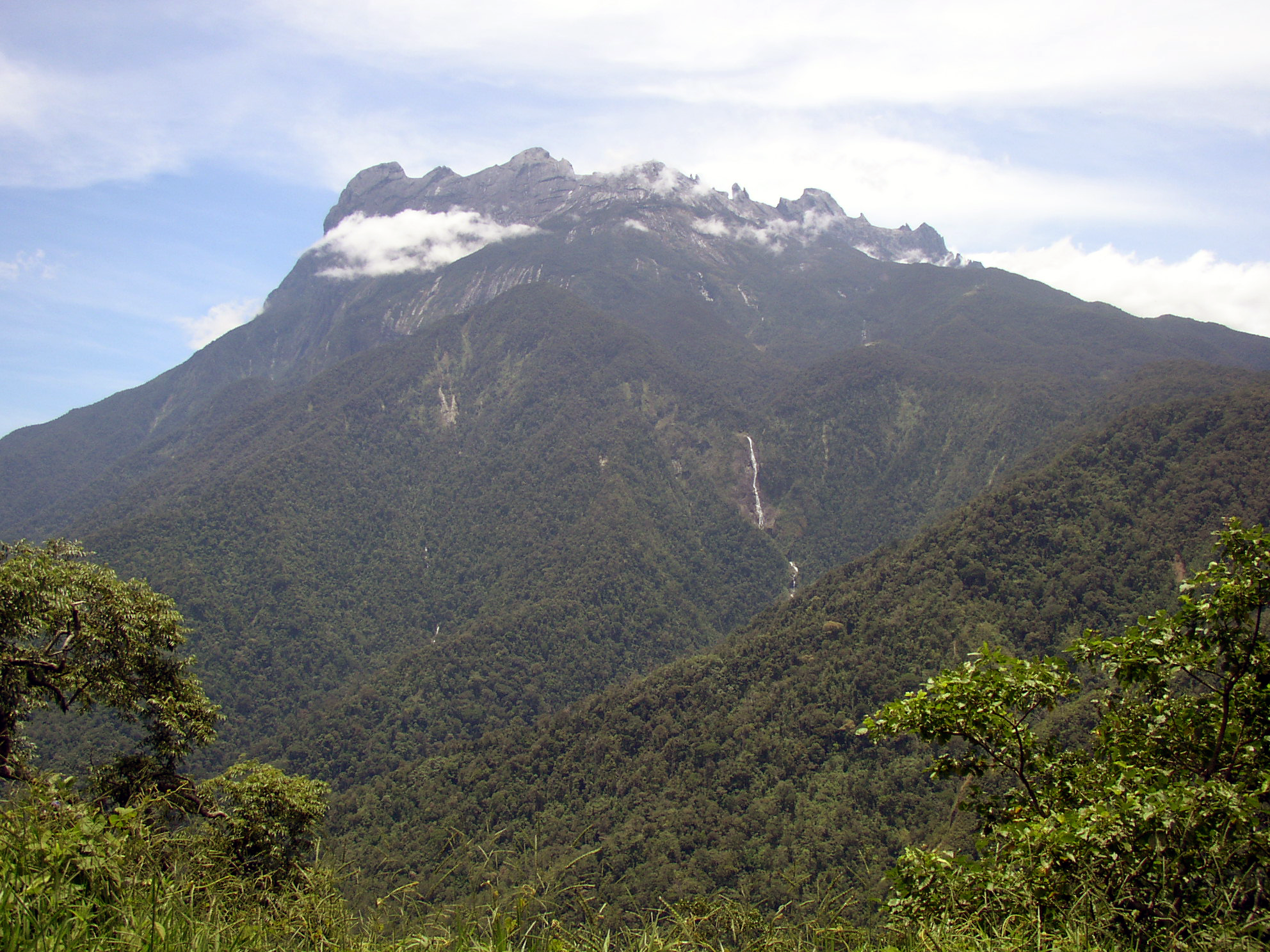
Гора Кинабалу, самая высокая точка страны

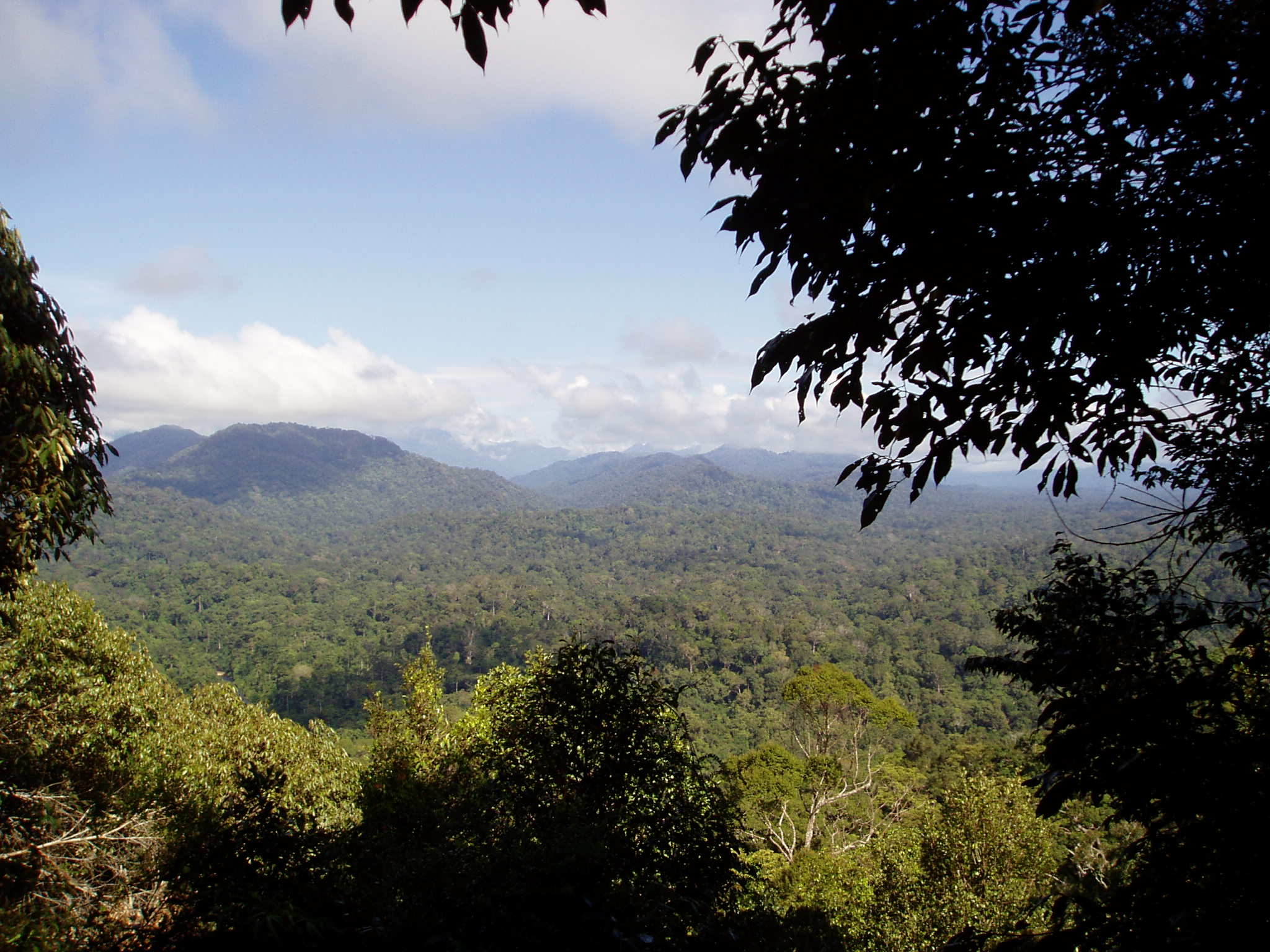
Национальный парк Таман Негара

Малайзия расположена в юго-восточной Азии. Территория государства состоит из двух частей: полуостровной (полуостров Малакка) и восточной (северная часть острова Калимантан), которые разделены Южно-Китайским морем. Площадь Малайзии составляет 329 847 км² (65-е место в мире). Полуостровная часть граничит с Таиландом на севере и с Сингапуром на юге, а восточная — с Индонезией на юге и Брунеем на севере. Кроме того, Малайзия соединена узкой дамбой с Сингапуром; морские границы имеются также с Вьетнамом и Филиппинами. Мыс Пиай на южной оконечности полуострова Малакка является самой южной точкой всей континентальной Евразии. Полуостровная часть страны отделена от острова Суматра Малаккским проливом, который является одним из важнейших морских путей в мире.
Полуостровная часть составляет около 39,7 % от общей площади Малайзии и простирается на 740 км с севера на юг и на 322 км с запада на восток (в самом широком месте). Через центральную часть полуострова проходит горный хребет Титивангса; высочайшая точка полуострова — гора Гунунг-Тахан (2187 м над уровнем моря). Береговая линия полуостровной части страны составляет 1931 км, удобные бухты имеются только на западном побережье.
Восточная часть страны составляет 60,3 % от общей площади, имеет береговую линию длиной 2607 км. Между штатами Саравак и Сабах проходит горный хребет Крокер, где находится самая высокая точка страны — гора Кинабалу (4095 м). Горные хребты тянутся также вдоль границы с Индонезией. Между двумя частями страны расположено множество принадлежащих Малайзии островов, самым крупным из которых является Банги.

### Внутренние воды

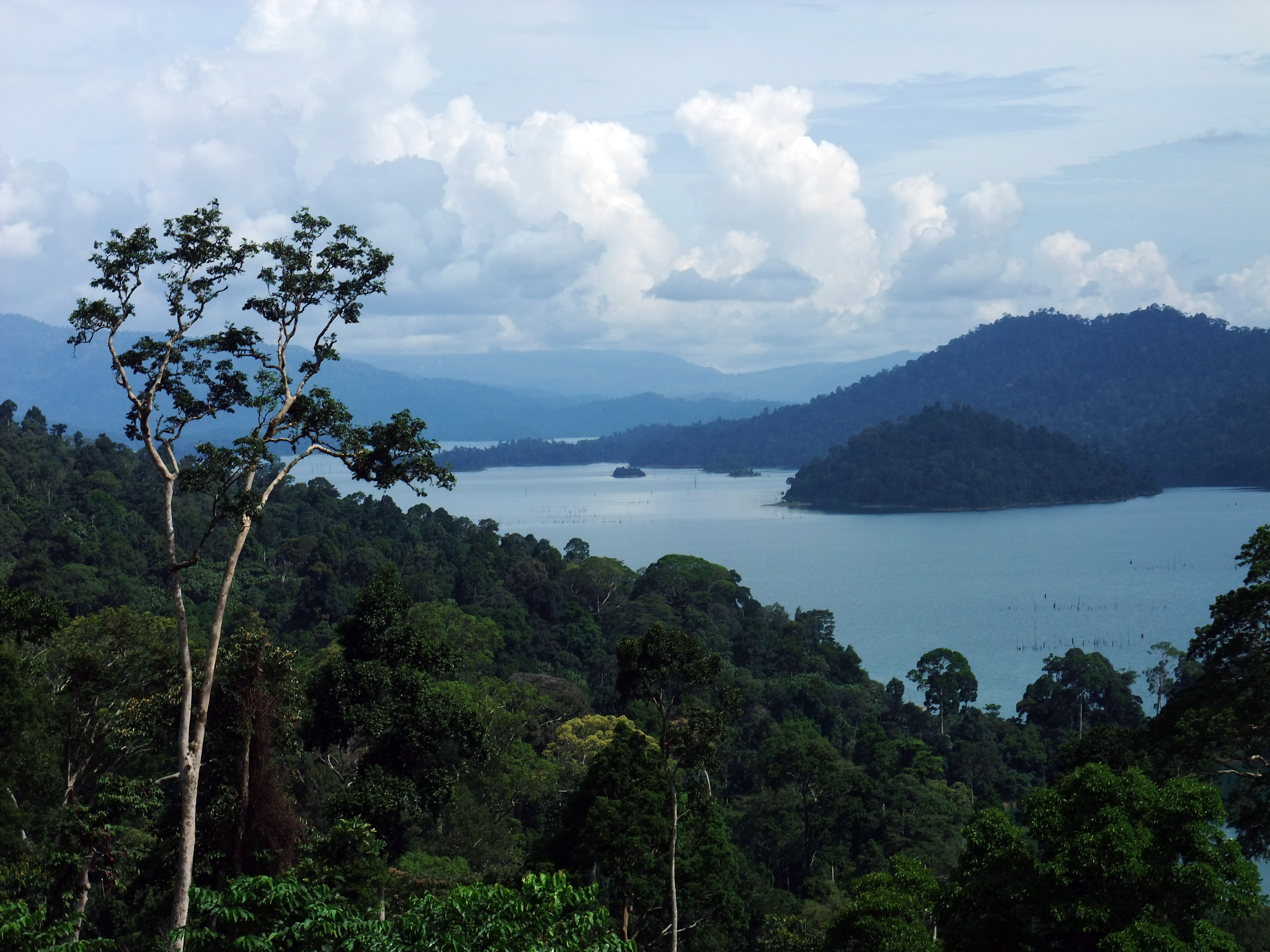
Искусственное озеро Кенир

Малайзия характеризуется густой речной сетью, однако из-за небольших размеров и расположения территории страны крупных рек в Малайзии нет. Реки полноводны на протяжении всего года. Во время сезона дождей их уровень резко и значительно повышается, что нередко приводит к наводнениям в ряде областей. Самой длинной рекой страны является Раджанг, протекающая в штате Саравак и имеющая длину в 760 км. Вторая по протяжённости река — Кинабатанган, длиной в 560 км, протекающая в штате Сабах. Самая длинная река полуостровной части страны — Паханг, длиной в 435 км. Крупнейшее пресноводное озеро страны — Бера, находится на юго-западе штата Паханг. Второе по величине озеро — Чини (Тасик-Чини), находится в центральной части штата Паханг, его площадь составляет 5026 га. Крупнейшее водохранилище Малайзии — Кенир, площадью 260 км², расположенное в штате Тренгану. Оно возникло в результате строительства плотины крупнейшей в стране ГЭС.

### Почвы
Для большей части страны характерны красно-жёлтые ферраллитные почвы, в долинных и на побережьях — аллювиальные. Аллювиальные почвы довольно плодородны, тогда как ферраллитные не отличаются высокой продуктивностью из-за сильной эрозии, вызванной обильными осадками. Кроме того, для почв страны характерны высокая кислотность, грубая текстура и низкое содержание гумуса. Наиболее плодородными почвами отличается юго-восток штата Сабах, где исходное вещество, из которого сформированы почвы, основано на вулканических продуктах. Во многих районах страны почвы истощены из-за непрерывного возделывания одних и тех же культур.

### Геология и полезные ископаемые
Малайзия — горная страна. Особенности геологического строения полуостровной и восточной частей страны сильно разнятся. Для запада Малайзии характерна мезозойская складчатость. Для восточной части страны характерна кайнозойская складчатость.
Имеются крупные запасы нефти, олова, вольфрамовой руды, бокситов, меди, железа. Кроме того, есть небольшие месторождения бурого угля, титана, марганца, сурьмы, золота, фосфоритов. Большая часть нефтяных запасов сосредоточена на шельфе штата Сабах. Месторождения олова находятся, главным образом, на западе полуостровной части страны и протягиваются полосой от границы с Таиландом до Сингапура. Вместе с золотом здесь встречается вольфрам, железо, ниобий, тантал, иттрий и другие редкие и редкоземельные металлы. В центральной части полуострова Малакка имеются незначительные залежи золота, меди и цинка. В Сараваке — месторождения сурьмы, золота, бокситов, железа; в Сабахе — меди и бокситов.

### Климат
Вследствие того что страна расположена вблизи экватора, климат Малайзии характеризуется как экваториальный — жаркий и влажный на протяжении всего года. Среднегодовая температура составляет около 27°С, а годовой уровень осадков — около 2500 мм. Между климатом полуостровной и восточной части страны имеются некоторые отличия, которые обусловлены главным образом тем, что на полуостровную Малайзию в большой степени оказывают влияния континентальные воздушные массы, тогда как на восточную — морские. Страна находится в зоне действия двух муссонов: юго-западного (с конца мая по сентябрь) и северо-восточного (с ноября по март). Северо-восточный муссон приносит больше осадков по сравнению с юго-западным, он берёт своё начало на территории Китая и на севере Тихого океана. Юго-западный муссон берёт начало на территории пустынь Австралии.
Климат в том или ином регионе страны зависит главным образом от рельефа, таким образом, различают климат возвышенностей, низменностей и прибрежных районов. Для прибрежных районов характерна солнечная погода с температурами от 23° С до 32° С и осадками от 100 до 300 мм в месяц. Низменности страны имеют сходные температуры, однако более высокий уровень осадков. Климат возвышенностей более прохладный и более влажный, с более значительными изменениями температур.
Самая высокая когда-либо зафиксированная в Малайзии температура была отмечена в городке Чупинг штата Перлис 9 апреля 1998 года и составила 40,1° С. Рекордно низкая температура была отмечена на возвышенности Кэмерон на северо-западе штата Паханг 1 февраля 1978 года и составила 7,8° С. Самое большое количество осадков за день выпало в Кота-Бару 6 января 1967 года и составило 608 мм. Самый высокий годовой уровень осадков, 5 687 мм, был отмечен в городе Сандакан, штат Сабах, в 2006 году. Самое дождливое место страны — город Кучинг, штат Саравак, со средним годовым уровнем осадков 4 128 мм и 247 днями с осадками в году. Самое засушливое место — Чупинг, штат Перлис, с годовым уровнем осадком всего 1746 мм.

### Стихийные бедствия
Ввиду большого количества водоёмов и крайне высокого среднего уровня осадков, превышающего для большинства районов страны 2000 мм, Малайзия довольно часто страдает от наводнений. С 1926 года в стране отмечены 15 крупных наводнений. Наводнения в Джохоре 2006—2007 годов унесли жизни 18 человек и привели к ущербу, оценённому в 1,5 млрд ринггит; около 110 тыс. человек были временно эвакуированы.
Территория страны является сейсмически стабильной, но на территории страны могут ощущаться толчки от землетрясений, происходящих на островах Индонезии и Филиппин.

### Живая природа

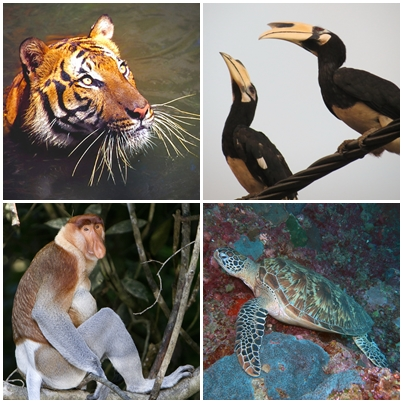
Дикие животные Малайзии
1-й ряд: тигр и Anthracoceros albirostris
2-й ряд: носач и зелёная черепаха

Малайзия — страна с высоким уровнем биоразнообразия и большим количеством эндемиков. На территории страны встречается около 20 % всех известных в мире видов животных. Особенно высокий уровень эндемизма характерен для горных лесов Калимантана. В Малайзии встречаются около 210 видов млекопитающих, 250 видов рептилий (из них около 150 видов змей и 80 видов ящериц), около 150 видов лягушек и тысячи видов насекомых. На территории одной только полуостровной части страны встречается около 620 видов птиц.

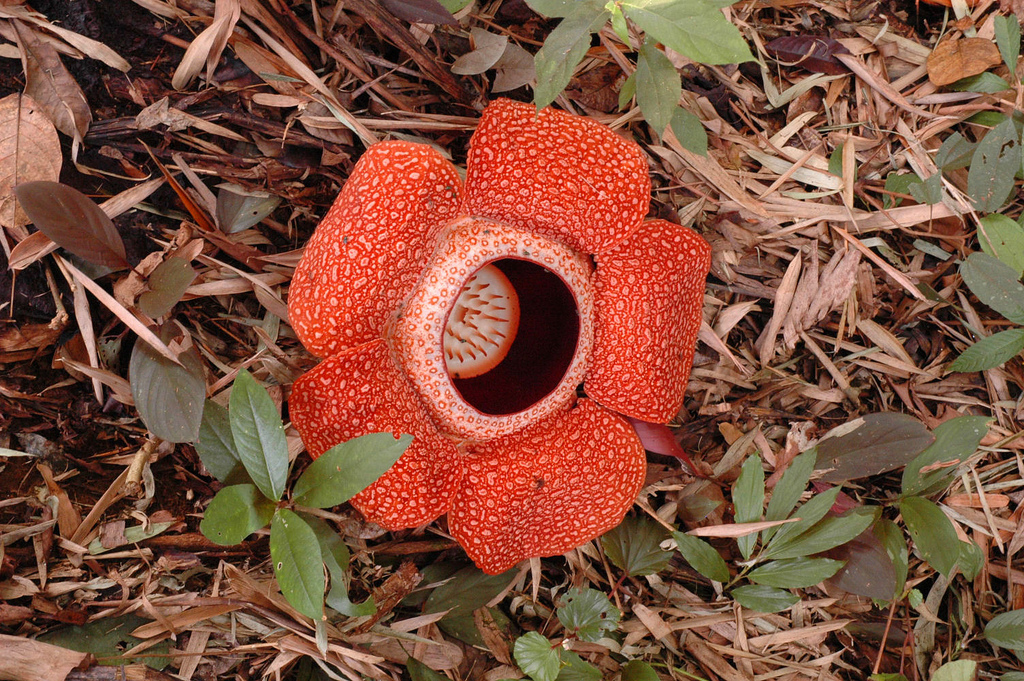
Раффлезия

В полуостровной части страны водятся 2 вида больших кошек: индокитайский тигр и дымчатый леопард, а в восточной части — только дымчатый леопард. Из других млекопитающих встречаются малайский медведь, суматранский носорог, чепрачный тапир, мунтжаки, индийский замбар, кабан, бородатая свинья, гаур, азиатский слон и др. Водятся такие виды приматов, как калимантанский орангутан, гиббон Мюллера, макаки, носачи, гривистый тонкотел, медленный лори и др. Популяция орангутанов в восточной Малайзии составляет около 11 300 особей. Популяция малайского тигра (подвид индокитайского тигра, эндемичен для полуостровной части страны) составляет всего около 500 особей. Кроме того, в западной части страны насчитывается около 1200 слонов.
Примерно 58,2 % территории Малайзии покрыто лесами. Когда-то всю восточную часть страны покрывали борнейские равнинные дождевые леса. В полуостровной части страны насчитывается около 8500 видов сосудистых растений, тогда как в восточной части — около 15 000 видов. В островной части насчитывается около 2000 видов деревьев, причём на одном гектаре леса может встретиться до 240 различных видов деревьев. В лесах страны встречается раффлезия — самый крупный в мире цветок, диаметр которого может достигать 1 метра.

### Экологические проблемы

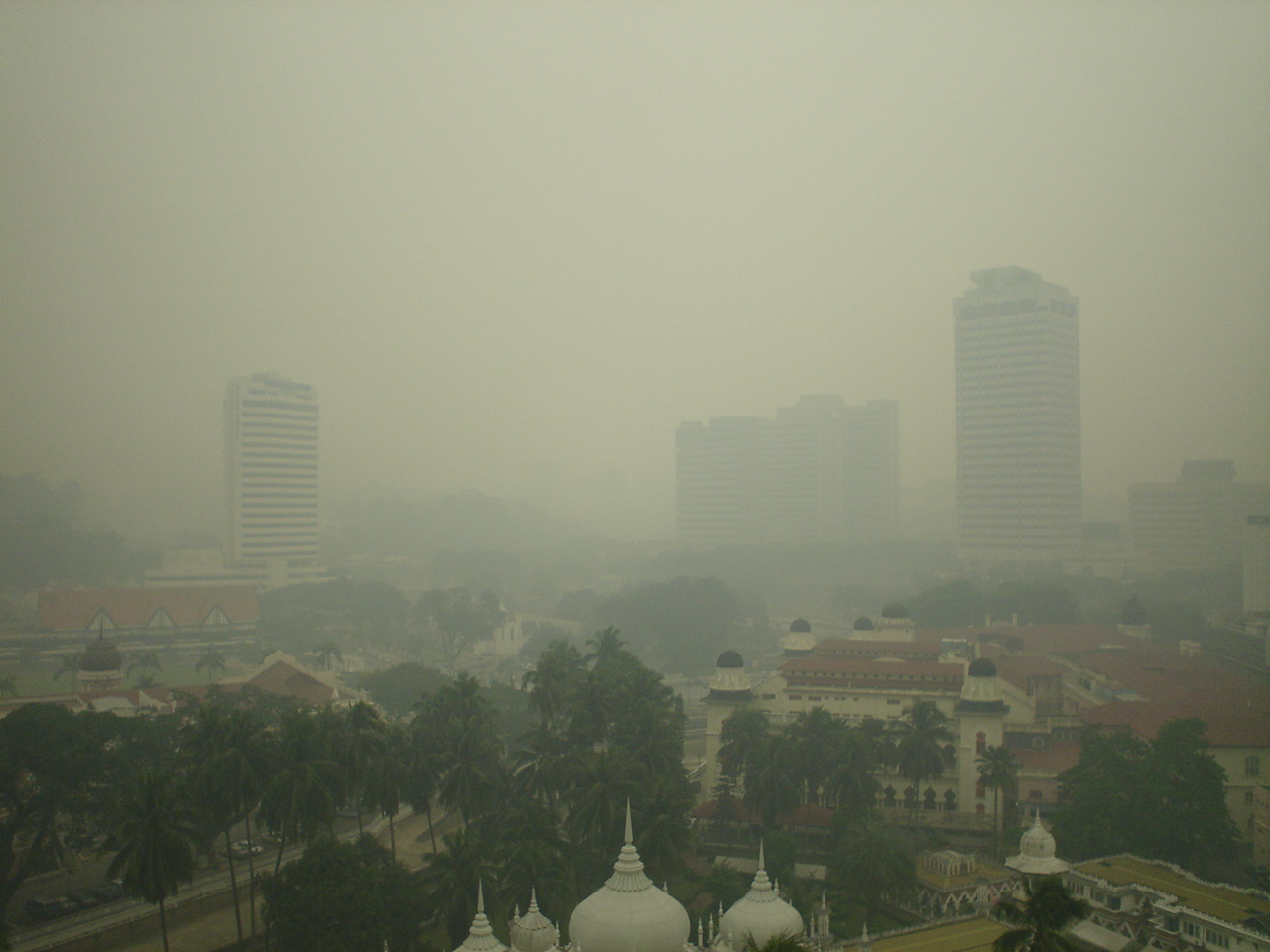
Смог над Куала-Лумпуром

Серьёзной проблемой для окружающей среды страны является обезлесение, причинами которого являются вырубки леса и расчистка территорий под сельскохозяйственные угодья, главным образом под плантации масличной пальмы. Начиная с 2000 года, Малайзия теряет до 140 200 га (0,65 % от общей лесной площади) лесов ежегодно. Так были уничтожены более 80 % лесов штата Саравак на востоке страны и более 60 % лесов полуостровной Малайзии. Обезлесение сильно сказывается на уникальной фауне страны, которая теряет свои естественные места обитания. Количество орангутанов в Малайзии уменьшилось примерно на 40 % за последние 20 лет, а малайзийская популяция суматранского носорога, вероятно, исчезла совсем. Значительно сократилась и численность птиц-носорогов. Большая часть современных лесов находится в границах национальных парков.
Другими серьёзными проблемами являются браконьерский отлов и контрабандный вывоз животных, а также перевылов рыбы и других представителей морской фауны. Имеет место также загрязнение внутренних и прибрежных вод промышленными отходами. Около 40 % рек страны сильно загрязнены. Города Малайзии производят в среднем 1,5 млн тонн твёрдых отходов в год. Проблемой в крупных городах является и сильное загрязнение воздуха.

## Государственное устройство
Малайзия представляет собой выборную федеративную конституционную монархию, которая состоит из 13 государств — субъектов федерации (штатов) и трёх федеральных территорий (11 штатов и две федеральные территории расположены на Малаккском полуострове, а два штата (Сабах и Саравак) — на острове Калимантан и одна федеральная территория (Лабуан) — у его северо-западного побережья.
Девять штатов являются монархиями. Семь из них — возглавляются султанами. Правитель штата Негри-Сембилан носит традиционный малайский титул Янг ди-Пертуан Бесар (Yang di-Pertuan Besar). Правитель штата Перлис носит титул раджа. В монархических штатах главой исполнительной власти является главный министр (Menteri Besar). Каждый правитель является также духовным главой своего штата.
Остальные 4 штата возглавляются губернаторами, назначаемыми центральным правительством. Исполнительную власть в каждом из этих 4 штатов также возглавляет главный министр (малайск. Ketua Menteri).
Федеральные территории управляются непосредственно центральным правительством.
Каждые пять лет девять монархов выбирают из своей среды Верховного правителя (по-малайски — Янг ди-Пертуан Агонг), и его помощника-заместителя — как правило, из соображений старшинства или длительности правления. Верховный правитель и султаны выполняют, главным образом, представительские функции, но все законы и вносимые в конституцию поправки подлежат их утверждению. Основные же функции государственного управления выполняют парламент и кабинет министров, возглавляемый федеральным премьер-министром.
Парламент Малайзии состоит из двух палат: нижней — Палаты представителей и верхней — Сената. Палата представителей избирается путём прямых всеобщих выборов. Сенат состоит из избираемых членов (по два от каждого штата) и членов, назначаемых Верховным правителем по рекомендации правительства. Исполнительная власть принадлежит федеральному правительству во главе с премьер-министром, которым становится лидер партии, победившей на выборах в Палату представителей. Все министры обязательно должны быть членами парламента, то есть победить на выборах.
В Малайзии провозглашена религиозная свобода, но официальной религией является ислам, который исповедует 60 % населения. Вопросы, связанные с расторжением брака и наследованием, мусульмане решают в шариатских судах, и светские суды не имеют права пересмотра их решений.

### Премьер-министры Малайзии
- 1963—1970 — Абдул Рахман
- 1970—1976 — Абдул Разак
- 1976—1981 — Хуссейн Онн
- 1981—2003 — Махатхир Мохамад
- 2003—2009 — Абдулла Ахмад Бадави
- 2009—2018 — Наджиб Тун Разак
- 2018—2020 — Махатхир Мохамад
- 2020—2021 — Мухиддин Яссин
- 2021—2022 — Исмаил Сабри Яакоб
- 2022— по н. в. — Анвар Ибрагим

### Конституция
После того как Великобритания вынуждена была предоставить Малайской Федерации независимость, конституционная комиссия, приступившая к подготовке основного закона малайского государства, в своей работе руководствовалась меморандумом Союзной партии по конституционным вопросам, который предлагал в обмен на предоставление немалайцам гражданства создать особое положение коренным жителям страны. Этот меморандум называют межобщинным компромиссом. На самом деле он был достигнут на уровне самых верхних слоёв общества и не отражал интересов основных групп национальных общин.
Конституция вступила в силу в день провозглашения независимости Малайской Федерации 31 августа 1957 года. В 1963 году в связи с образованием Федерации Малайзии в неё были внесены дополнения (Акт о Малайзии). Он не изменил существа конституции, которая по-прежнему сочетает в себе идеи западной демократии и принципы обеспечения особых прав коренного населения страны.

### Судебная власть
Суд обладает правом толковать конституцию и законы, объявлять федеральные законы и законы штатов недействительными, если они не соответствуют конституции или федеральным законам или если они находятся вне компетенции федерального парламента или законодательной ассамблеи (парламента) штата, объявлять незаконными те или иные действия правительства.
Конституцией предусмотрены Верховный суд страны, Высший суд Малайи (для Западной Малайзии) и Высший суд Борнео (для Восточной Малайзии). Низшие суды определены федеральным законом.
Самый низший суд носит примирительный характер. Он занимается спорами, не превышающими в финансовом исчислением 50 ринг., и имеет право наложить штраф в пределах 25 ринг. Учреждён только в Западной Малайзии. Суды для несовершеннолетних (лиц моложе 18 лет), в случае признания несовершеннолетнего виновным, направляют его в исправительную колонию, где он учится и обучается ремеслу до 21 года.

### Вооружённые силы
Состоят из сухопутных войск, Королевских морских и Королевских воздушных сил. Возраст призыва — 18 лет, до 49 лет — в запасе. На действительной службе — около 113 000 чел., плюс 50 600 резервистов.

### Внешняя политика
В 2024 году стало известно, что правительство Малайзии выразило желание присоединиться к объединению БРИКС.

## Административно-территориальное деление

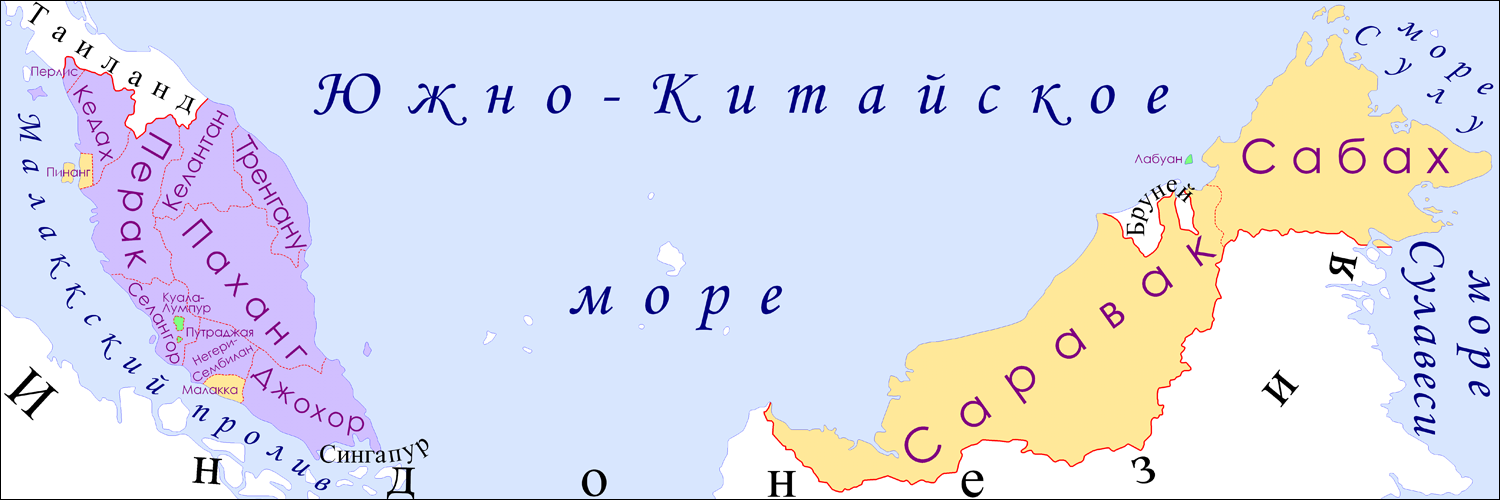
федеральные территории

| монархии               |
| губернаторства         |
| федеральные территории |

### Западная Малайзия
- Султанат Джохор (столица Джохор-Бару), код: JH
- Султанат Кедах (столица Алор-Сетар), код: KH
- Султанат Келантан (столица Кота-Бару), код: KN
- Губернаторство Малакка (столица Малакка), код: MK
- Штат Негери-Сембилан (столица Серембан), код: NS
- Султанат Паханг (столица Куантан), код: PH
- Султанат Перак (столица Ипох), код: PK
- Раджанат Перлис (столица Кангар), код: PS
- Губернаторство Пинанг (столица Джорджтаун), код: PP или PN
- Султанат Селангор (столица Шах-Алам), код: SL
- Султанат Тренгану (столица Куала-Тренгану), код: TR

С 16 сентября 1963 года по 9 августа 1965 года Сингапур был ещё одним штатом Западной Малайзии.
- Федеральные территории:
  - Путраджая (новый административный центр), код: PTJ
  - Куала-Лумпур (столица федерации и экономический центр), код: KL

### Восточная Малайзия
- Губернаторство Сабах, бывш. Британское Северное Борнео (столица Кота-Кинабалу, бывш. Джесселтон), код: SBH
- Губернаторство Саравак (столица Кучинг), код: SWK
- Федеральная территория:
  - Лабуан (столица город Бандар-Лабуан), код: LB

## Население

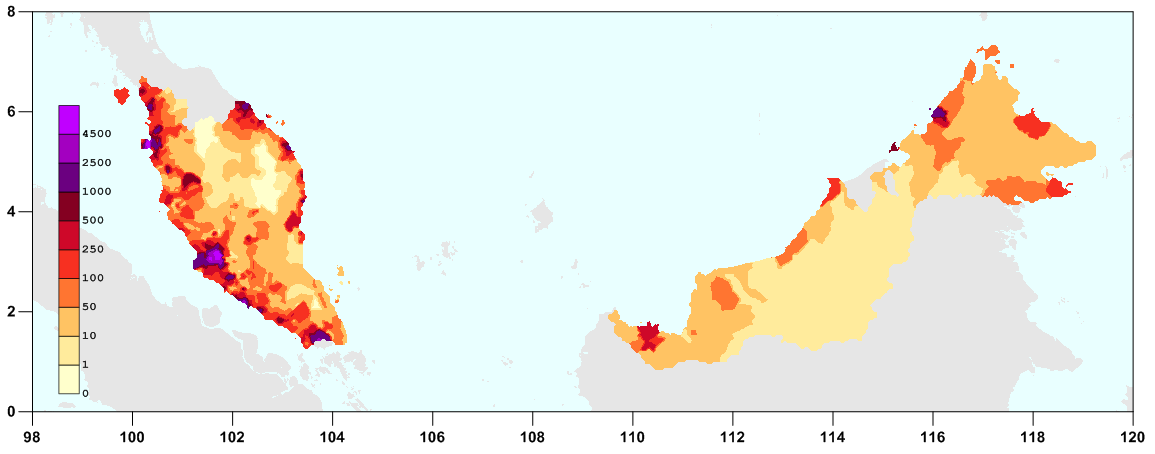
Плотность населения

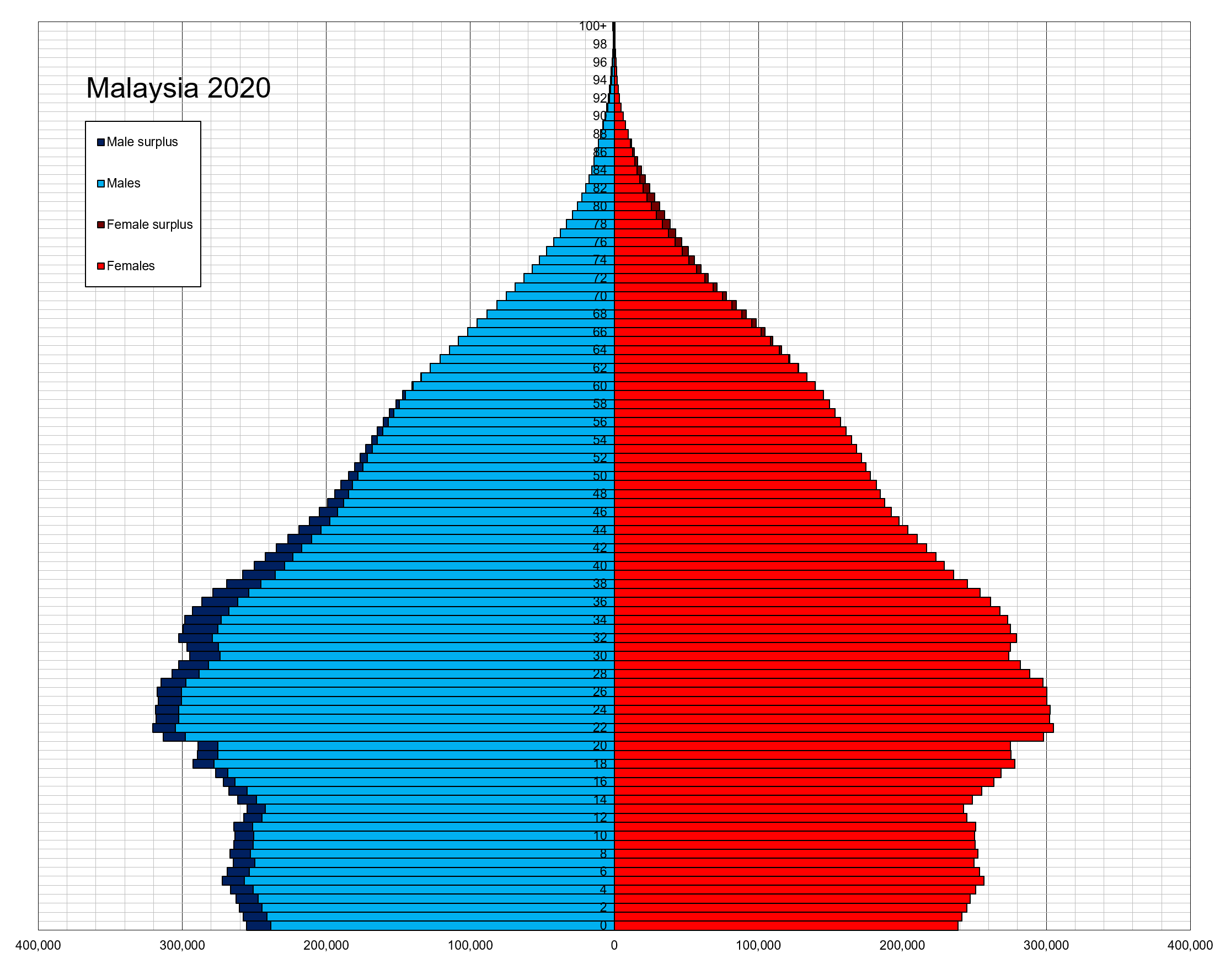
Возрастно-половая пирамида населения Малайзии на 2020 год

По данным переписи 2010 года, население Малайзии составляет 28 334 135 человек (44-е место в мире). Плотность населения в среднем составляет около 86 чел/км². Население размещено довольно неравномерно, так 79,6 % малайзийцев проживает в полуостровной части страны и всего 20,4 % — в восточной части. Городское население — около 70 %. Годовой прирост составляет 2,4 %; около 34 % населения страны — лица в возрасте младше 15 лет.

### Этнический состав

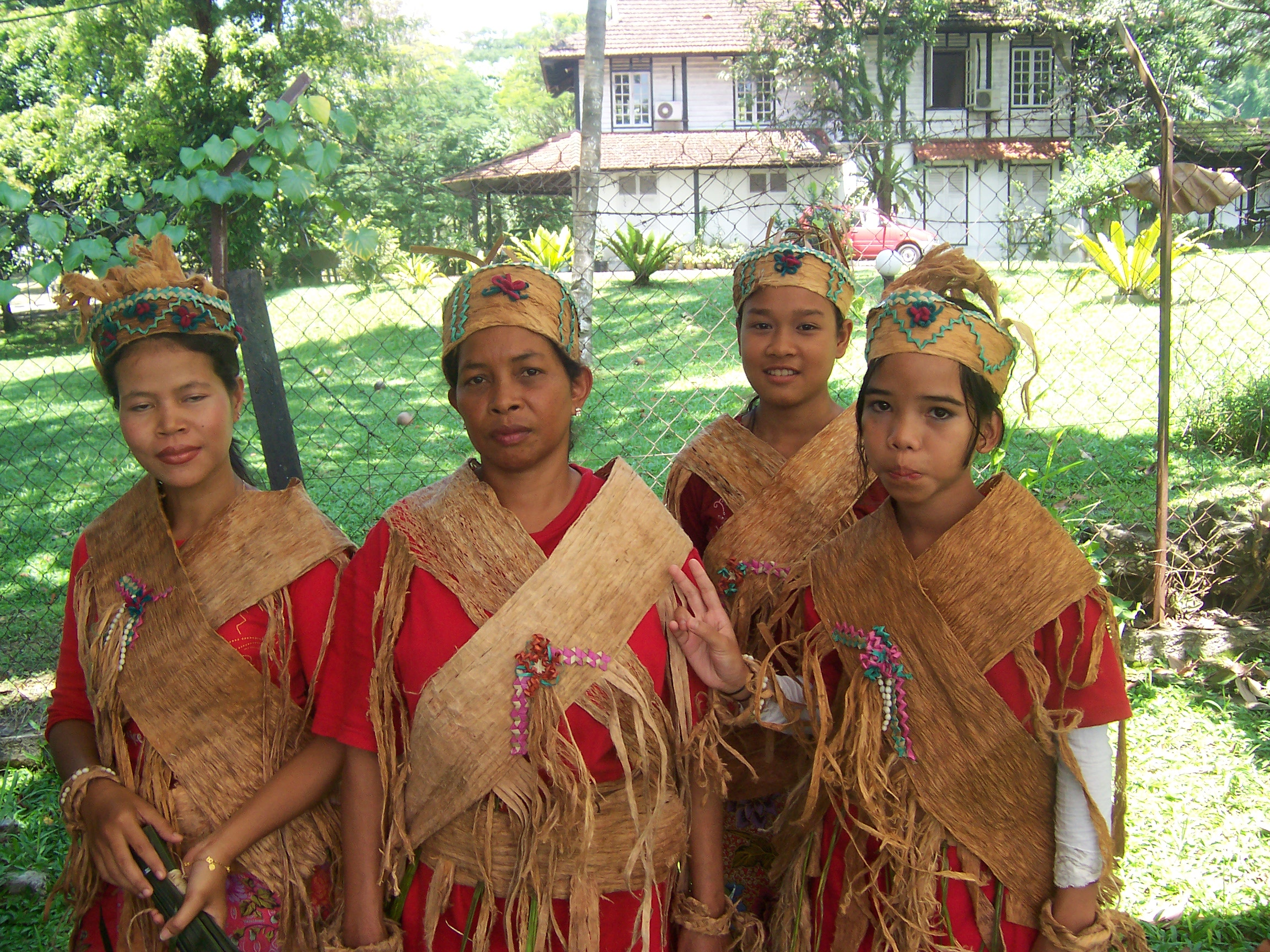
Аборигены Малаккского полуострова «оранг асли»

Малайзия отличается этническим разнообразием. Жители страны называются малайзийцами. Большую часть населения (около 62 % по данным на 2010 год) составляют австронезийские народы, известные здесь как бумипутра. Понятие бумипутра включает малайцев, которые составляют чуть более половины населения страны (50,1 %), а также коренные народы, проживавшие на этих землях ещё до прихода малайцев (около 11,8 %).
Коренное население страны известно под общим термином Оранг-Асли и включает в себя множество этнических групп. Если в полуостровной части страны они составляют лишь крайне малую долю населения, то на востоке (в штатах Саравак и Сабах) они составляют большинство. Крупнейшая из этих этнических групп — ибаны, насчитывает около 600 тысяч человек (30 % населения штата Саравак). Другой многочисленный коренной народ — бидаюх, насчитывает около 170 тыс. человек и проживает в юго-западной части Саравака.
Вторая по численности этническая группа страны — китайцы (22,6 % населения Малайзии). Китайское население размещено неравномерно, так, самые «китайские» города Малайзии — это Ипох и Куала-Лумпур, а самый «китайский» штат — Пенанг (41 % от населения штата составляют китайцы).
Третья по численности этническая группа — индийцы (9,1 %). Подавляющее большинство их — лица тамильского происхождения, которые вместе с малаяли и телугу составляют более 83 % всего малайзийского населения индийского происхождения.
Потомки китайских и индийских иммигрантов считаются обязанными малайцам за предоставление им гражданства, что закреплено в статье 153 Конституции Малайзии. Малайцы имеют преимущество при приёме в университеты, приоритет в получении лицензий и кредитов на предпринимательскую деятельность; в государственном аппарате малайцев должно было быть в 4 раза больше, чем немалайцев.

### Языки
Официальным языком Малайзии является малайский. Английский исторически (вплоть до конца 1960-х годов) был де-факто языком администрации. Сегодня английский выполняет важную роль второго языка, в некоторой степени применяется в образовании. Кроме того, малайский вариант английского широко применяется в бизнесе, наряду с ним часто используется манглиш — английский с очень сильным влиянием малайского и в некоторой степени китайского и тамильского. В восточной части страны довольно распространены языки коренных народов, которые большей частью отдалённо родственны малайскому. Наиболее распространённый из этих языков ибанский, насчитывающий более 600 тыс. носителей.

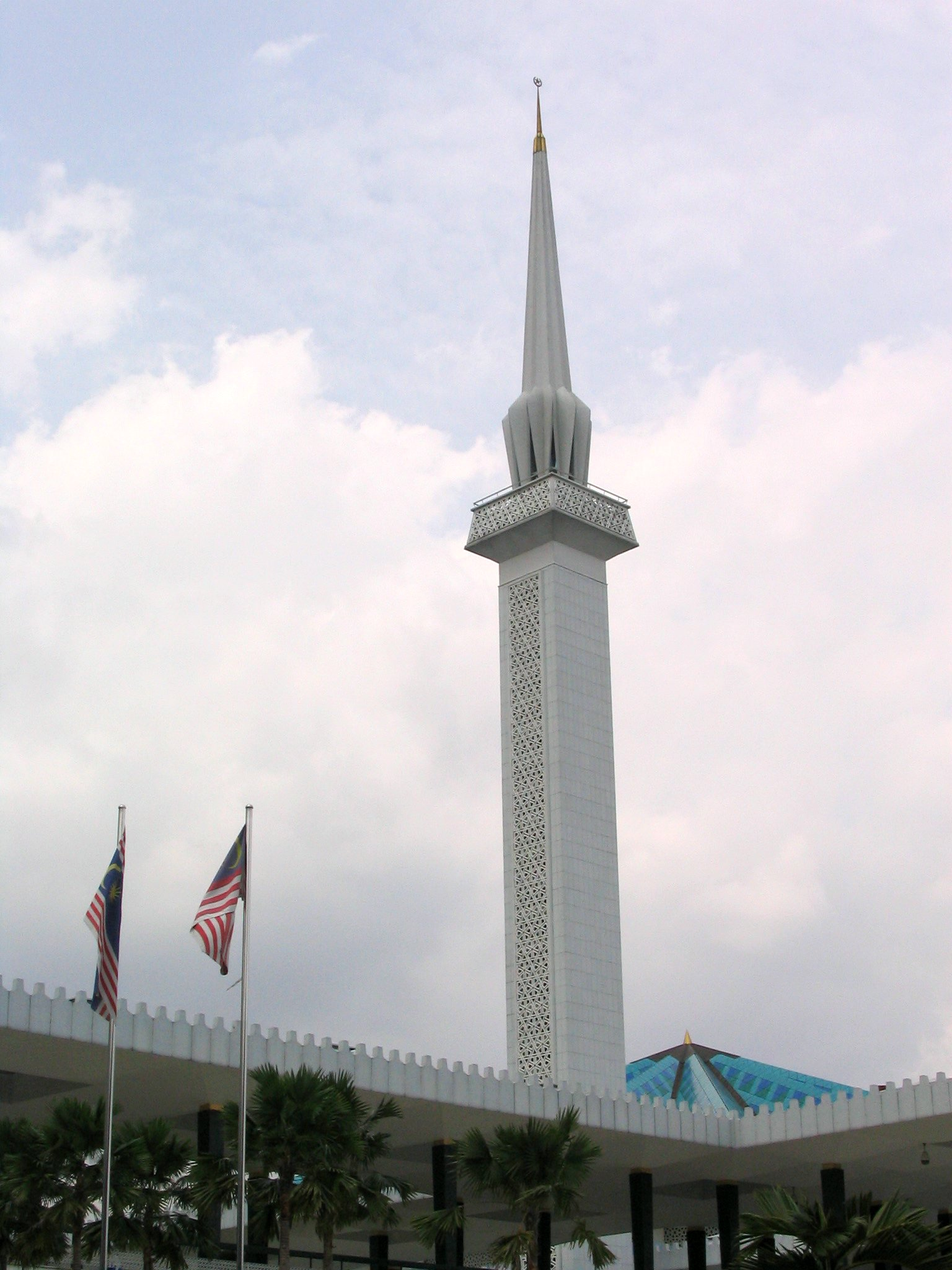
Мечеть Негара в Куала-Лумпуре

Малайские китайцы говорят главным образом на различных южнокитайских диалектах (южноминьский, кантонский, хакка, хайнаньский и др.), а также, в меньшей степени, на севернокитайском. Индийцами страны используется главным образом тамильский.
Глухие Малайзии говорят на малайском жестовом языке, а также на вымирающих пинангском и селангорском.

### Религия

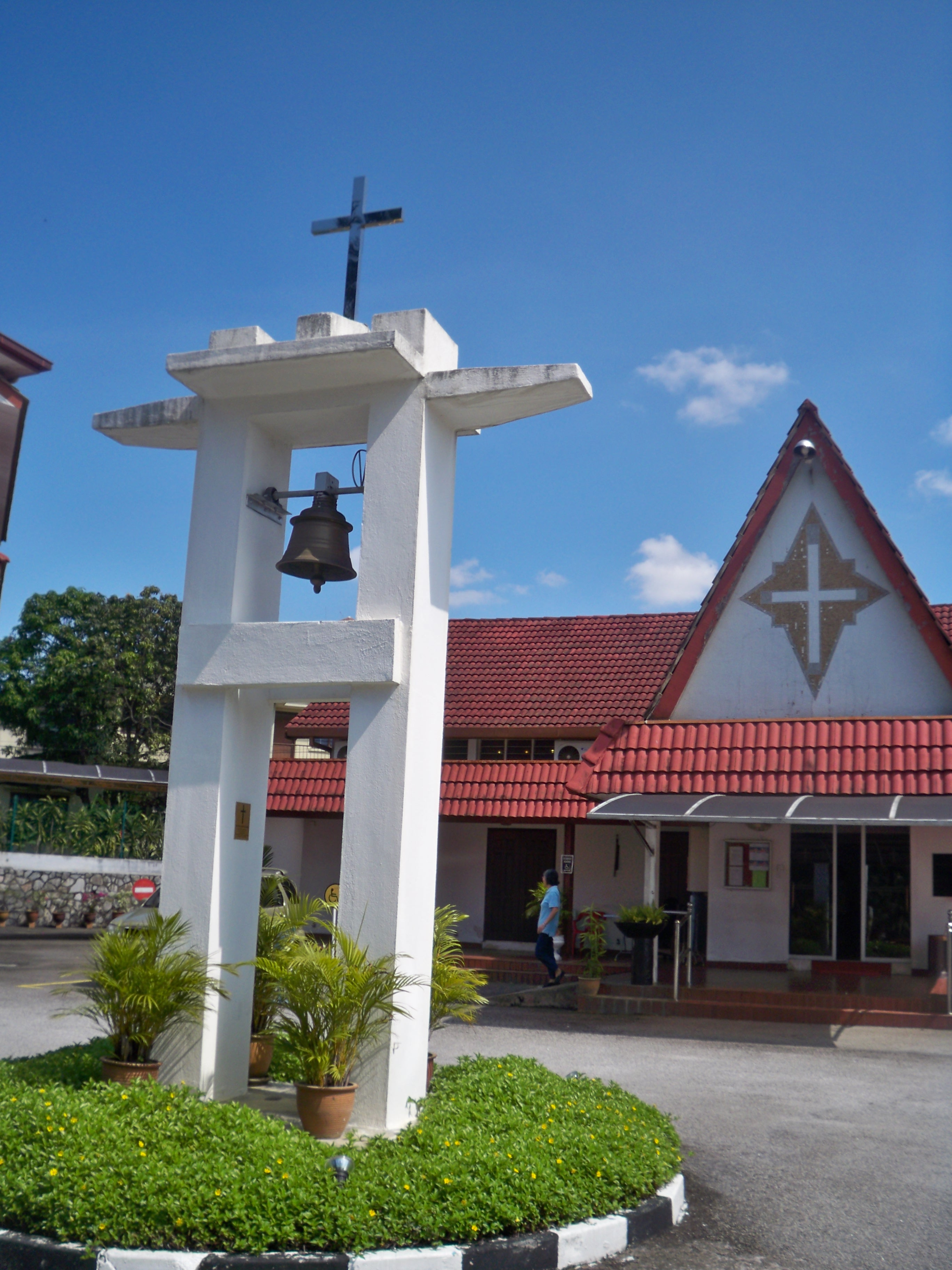
Англиканская церковь Св. Павла в Петалинг-Джае

Конституция Малайзии гарантирует свободу вероисповедания для немалайцев. Ислам имеет в стране статус государственной религии. По данным переписи 2010 года ислам исповедуют около 61,3 % населения; буддизм — 19,8 %; христианство — 9,2 %; индуизм — 6,3 %; конфуцианство, даосизм и другие китайские религии — 1,3 %. 0,7 % населения сообщили о своей нерелигиозности, а 1,4 % — о том, что исповедуют другие религии либо не дали никакой информации.
Все этнические малайцы являются мусульманами согласно конституции страны. По данным переписи 2010 года, большинство китайского населения страны исповедует буддизм (83,6 %); 11 % исповедуют христианство; 3,4 % — даосизм; кроме того имеется небольшая община китайцев-мусульман. Среди индийского населения 86,2 % исповедуют индуизм; 6 % — христианство; 4,1 % — ислам. Христианство широко распространено среди коренного населения страны (оранг-асли) — 46,5 % их христиане; 40,4 % — мусульмане. Из христиан представлены как католики, так и протестанты. Среди протестантов — англикан, методистов, баптистов, адвентистов, последователей Ассамблей Бога.
С 1983 года в стране работает Малайзийский консультативный совет буддизма, христианства, индуизма, сикхизма и даосизма.

### Образование

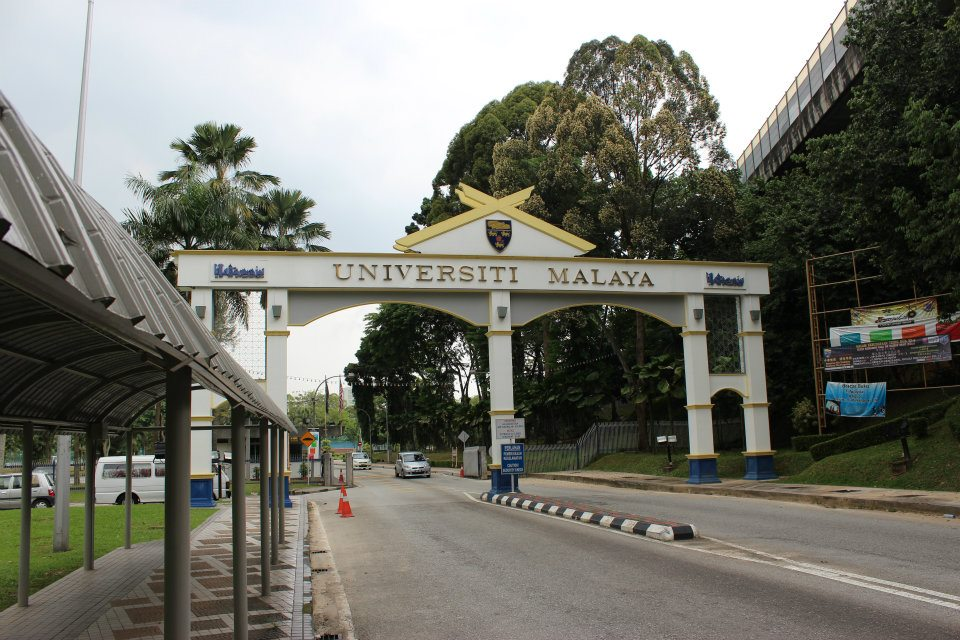
Университет Малайя

Образование в Малайзии контролируется двумя министерствами: Министерством образования и Министерством высшего образования. Несмотря на то, что вопросы образования являются обязанностью федерального правительства, каждый штат имеет право вносить некоторые коррективы в этой области на своей территории. Основным законодательством, регулирующим образование, является Закон об образовании 1996 года. Образование может быть получено в системе государственных школ, предоставляющих бесплатное образование для всех малайзийцев, в частных школах либо на дому. По закону, начальное образование является обязательным (6 лет). Средняя ступень включает 5 лет.
Основным языком образования в стране является малайский, что является ключевой проблемой для многих политических групп. В то же время сохраняются начальные школы, использующие как язык образования китайский либо тамильский. До 1981 года сохранялись школы с использованием английского, количество которых сокращалось начиная с 1970 года путём перехода на малайский, пока они полностью не исчезли к 1982 году. Это вызывает недовольства немалайского населения страны, главным образом китайцев, которые выступают против малайского, как основного языка образования и утверждают об ущемлении их культуры.
Старейшим и наиболее престижным университетом является Университет Малайя.

### Здравоохранение
Здравоохранение Малайзии находится под контролем Министерства здравоохранения и включает 2 сектора: государственный и частный. Около 5 % всего бюджета, направляемого на развитие социального сектора, идёт на здравоохранение. Правительство страны планирует направить усилия на ремонт уже существующих, а также строительство и оснащение новых больниц, увеличение числа поликлиник, повышение уровня подготовки кадров и развитие телемедицины. Последние несколько лет оно активизировало свои усилия по капитальному пересмотру всех систем и привлечению иностранных инвестиций в эту область.
Одной из основных проблем здравоохранения страны является отсутствие в сельской местности необходимого количества медицинских центров. Другой проблемой является нехватка высококвалифицированных специалистов. Так, попытки отправлять в разные города различное медицинское оборудование были затруднены отсутствием у персонала необходимого опыта работы с этим оборудованием. Таким образом, многие виды медицинской помощи доступны лишь в крупных городах Малайзии. Частные клиники, в отличие от большинства государственных больниц, обычно оснащены самым современным оборудованием.

### Города
| №  | Город         | Штат                 | Население |
| -- | ------------- | -------------------- | --------- |
| 1  | Куала-Лумпур  | Столичная территория | 1 809 699 |
| 2  | Субанг-Джая   | Селангор             | 1 321 672 |
| 3  | Кланг         | Селангор             | 1 055 207 |
| 4  | Джохор-Бару   | Джохор               | 895 509   |
| 5  | Ампанг-Джая   | Селангор             | 756 309   |
| 6  | Ипох          | Перак                | 710 798   |
| 7  | Кучинг        | Саравак              | 658 562   |
| 8  | Шах-Алам      | Селангор             | 617 149   |
| 9  | Кота-Кинабалу | Сабах                | 579 304   |
| 10 | Кота-Бару     | Келантан             | 577 301   |
| 11 | Петалинг-Джая | Селангор             | 543 415   |
| 12 | Тебрау        | Джохор               | 525 351   |
| 13 | Черас         | Селангор             | 515 961   |
| 14 | Сандакан      | Сабах                | 479 121   |

## Экономика

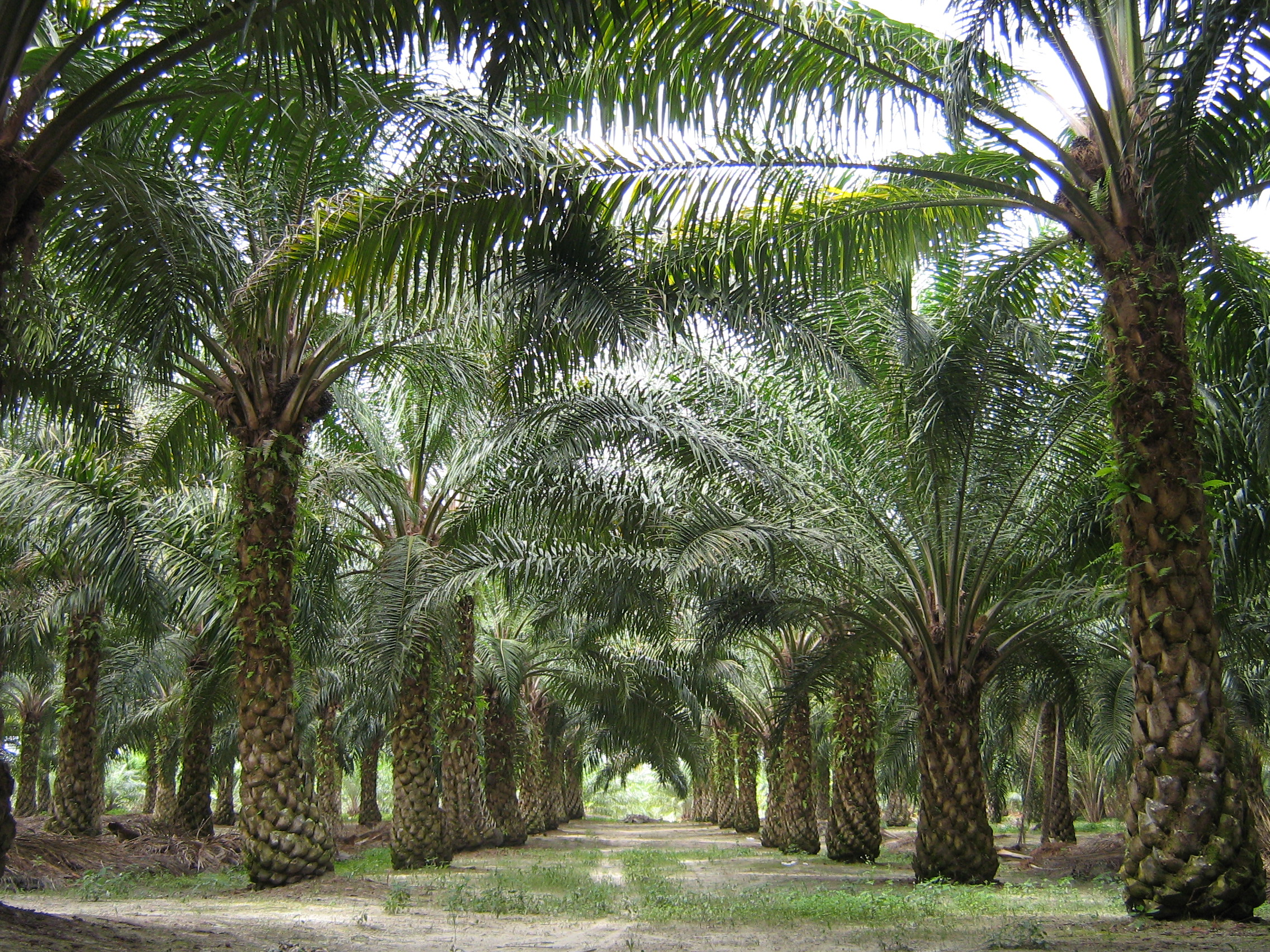
Плантация масличной пальмы

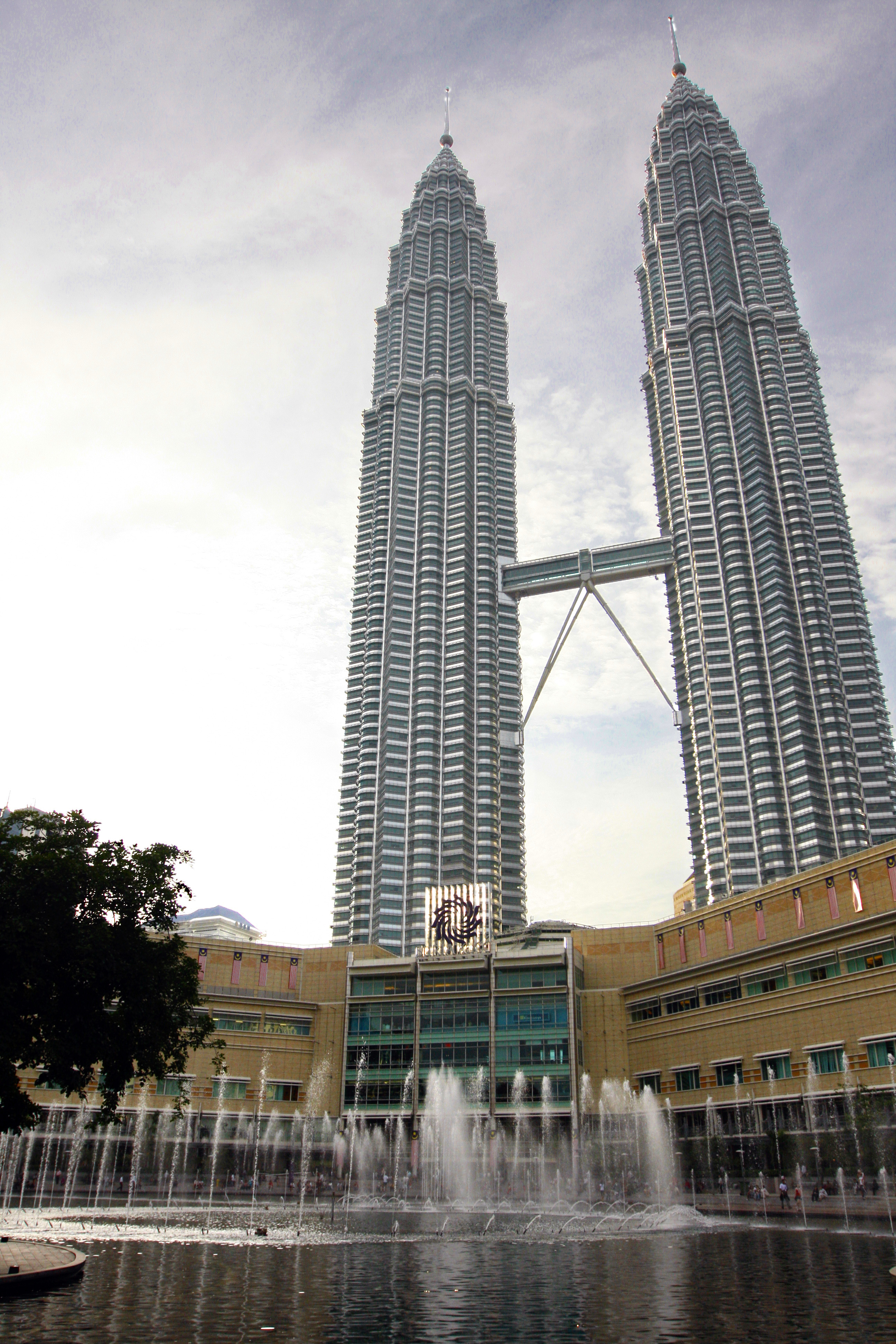
Башни Петронас, Куала-Лумпур

Экономика Малайзии, по состоянию на 2023 год, по данным МВФ является 31-й в мире по ВВП (по ППС) (1,23 трлн долларов США) и 36-й в мире по номинальному ВВП (431 млрд долларов США). По данным ВБ ВВП на душу населения (номинальный) страны вырос с 245 долларов США в 1960 году до 11 972 долларов США в 2022 году. По данным МВФ ВВП на душу населения (по ППС) страны вырос с 3 338 долларов США в 1980 году до 34 834 долларов США в 2022 году. Малайзия отличалась высокими темпами экономического роста (одни из самых высоких в Азии) со средним годовым приростом ВВП около 6,5 % на период с 1957 по 2005 года. По данным на 2014 год ВВП Малайзии составил 336,9 млрд $. В 1970-е года экономика страны, основанная главным образом на добывающей отрасли и сельском хозяйстве, начинает переход к многоотраслевой экономике; в 1980-е годы стремительно растёт промышленный сектор. Немаловажную роль в этом росте сыграли иностранные инвестиции. После азиатского экономического кризиса в 1997 году экономика Малайзии восстановилась значительно быстрее, чем экономика соседних государств.
Международная торговля, которой способствует важный морской торговый путь через Малаккский пролив, и производство — являются важнейшими секторами экономики страны. Малайзия — крупный экспортёр сельскохозяйственных и природных ресурсов, наиболее значительным из которых является нефть. Доказанные запасы нефти составляют около 4,3 млрд баррелей; государственная нефтяная компания Малайзии — Petronas.
Когда-то, страна была крупнейшим производителем олова, натурального каучука и пальмового масла. Малайзия — развитый центр исламского банкинга.
Наука страны регулируется Министерством науки, технологий и инноваций. Малайзия является крупным экспортёром электротехники и продуктов информационно-коммуникационных технологий (1-е место в мире по производству электронных чипов и бытовых кондиционеров). Развивается автомобильная промышленность (в стране существует национальная марка Proton).
В 2002 году страна запустила свою собственную космическую программу. В целях создания самостоятельной оборонной способности правительство страны продолжает продвигать оборонную промышленность и её конкурентоспособность.
Минимальная оплата труда в стране в зависимости от региона равняется 1100—1200 малайзийских ринггит ежемесячно (около 230—255 евро). Средняя заработная плата в Малайзии в 2022 году составляет около 2500 ринггит в месяц или 530 евро. С 1 февраля 2020 года минимальный размер оплаты труда вырос в районах 16 городских и 40 муниципальных советов до 1200 RM (291,51 $) в месяц и 5,77 RM (1,4 $) в час, в то время как за пределами перечисленных районов осталась прежней и составляет 1100 RM (267,22 $) в месяц и 5,29 RM (1,29 $) в час.

### Туризм
Стремление малайзийского правительства дифференцировать экономику страны, делая её менее зависимой от экспорта товаров и производства, подтолкнуло его к развитию туризма. В результате туризм стал третьим по величине источником дохода от иностранной валюты и составил 7 % от экономики страны по данным на 2005 год. На 2009 год Малайзия находится на 9-м месте в списке самых посещаемых стран, сразу после Германии. Тем не менее, существование и дальнейшее развитие туризма находится под угрозой негативных последствий индустриального роста, связанных с ухудшением экологической ситуации и обезлесиванием.
Страна привлекает туристов своими национальными парками, расположенными главным образом в восточной части страны. Кроме того, имея значительную длину береговой линии, Малайзия славится нетронутыми пляжами и удобными местами для дайвинга. Интересны также крупные города страны, сочетающие в себе современную, традиционную и колониальную архитектуры.

## Транспорт

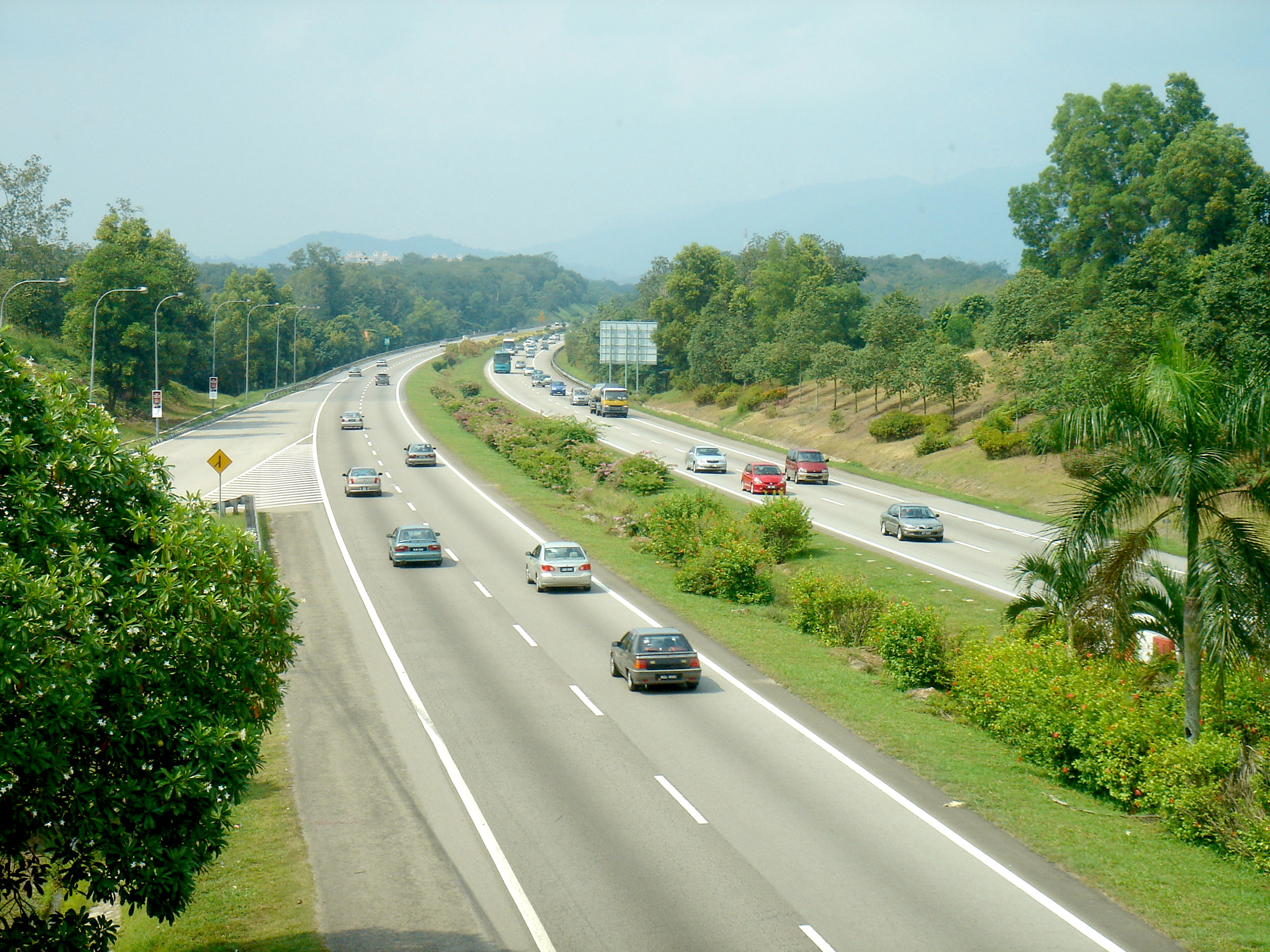
North-South Expressway — платная трасса, проходящая через всю полуостровную часть страны с севера на юг

Малайзия имеет разветвлённую дорожную сеть, включающую 98 721 км автомобильных дорог, из которых 80 280 км — с покрытием, а 1 821 км являются автострадами (expressways). Главная автомагистраль страны имеет протяжённость 966 км и соединяет таиландскую границу с Сингапуром. Дорожная сеть в полуостровной части страны развита значительно лучше и имеет более высокое качество, чем в восточной части. Малайзия имеет левостороннее движение.
Железные дороги Малайзии имеют протяжённость 1 849 км и связывают большую часть городов в полуостровной части страны. Единственная железная дорога в восточной Малайзии — ветка длиной 134 км в штате Сабах. Железные дороги страны связаны с системами Сингапура и Таиланда. Имеется высокоскоростная железная дорога длиной 57 км, соединяющая Куала-Лумпур с аэропортом. В столице страны развит также городской легкорельсовый транспорт.
Всего на территории страны имеется 58 аэропортов, из них 37 являются пассажирскими. 8 аэропортов Малайзии имеют статус международных, самый загруженный из них — Куала-Лумпур (англ. Kuala Lumpur International Airport); второй самый загруженный — аэропорт Кота-Кинабалу (англ. Kota Kinabalu International Airport). Государственная национальная авиакомпания страны — Malaysia Airlines. Крупнейший порт Малайзии — Кланг, расположенный в 38 км к юго-западу от Куала-Лумпура, в штате Селангор.

## Культура
Малайзия — многонациональная и многоязычная страна. Первоначальная культура этих земель происходит от культуры коренных народов, проживающих здесь ещё до прихода малайцев, а также от самих малайцев, пришедших позже. С началом развития торговли на Востоке важную лепту в культуру Малайзии внесли китайцы и индийцы. Довольно сильны также персидские, арабские и британские влияния.
В 1971 году правительство страны объявило Национальную культурную политику, определив малайзийскую культуру. Оно заявило, что малайзийская культура должна базироваться на культуре коренных народов страны; она также может включать подходящие элементы других культур, важную роль в культуре страны должен играть ислам. Было объявлено также, что малайский язык должен занимать более важные позиции, нежели другие. Это вмешательство в культуру со стороны государства вызвало массовые недовольства со стороны немалайского населения страны, которые посчитали, что их культурная свобода была уменьшена. Ассоциации китайцев и индийцев предоставили правительству меморандумы, обвинив в недемократичной культурной политике.

### Литература

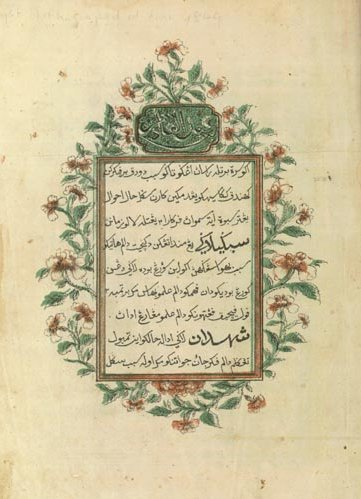
Лист книги Абдуллаха бин Абдулкадира Мунши «История Абдуллаха» (1849); написан на малайском языке с использование письма джави

### Искусство

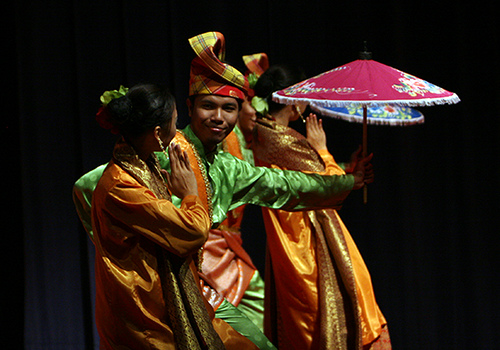
Джогет, традиционный малайский танец

Уличный художник в Куала-Лумпуре

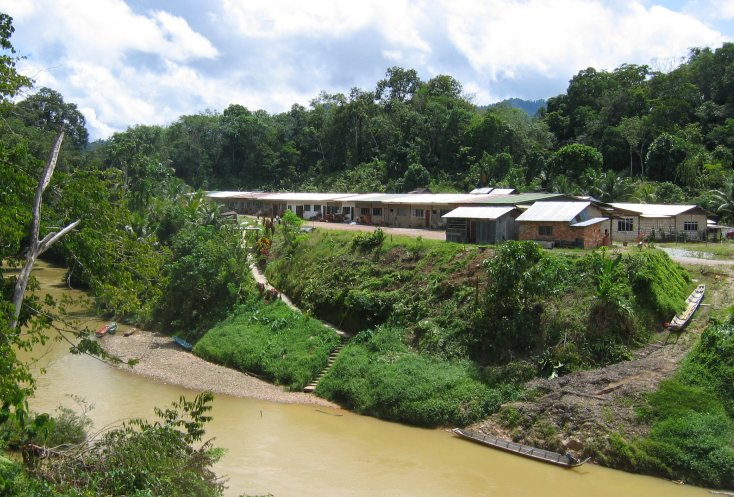
Современный ибанский длинный дом

Традиционное малайзийское искусство сконцентрировано главным образом на резьбе по дереву, плетении корзин и изготовлении серебряных изделий. Широко известен традиционный малайский кинжал крис с изогнутой асимметричной формой клинка. Распространена также характерная для региона роспись по ткани — батик, и некоторые другие стили декорирования тканей. Для народов восточной Малайзии традиционно изготовление деревянных масок. Традиционное ювелирное дело связано с украшением серебряных и золотых изделий разными драгоценными камнями. В некоторых районах страны существуют стили росписи изделий из глины.
Местное искусство постановки имеют сильное индийское влияние. На протяжении многих столетий распространён, характерный также и для других стран региона, театр теней ваянг-кулит. Сюжеты кукольных постановок ваянг взяты обычно из Рамаяны или Махабхараты; куклы изготовляются из коровьей или буйволовой кожи и раскрашиваются вручную. Для китайской общины страны традиционны такие постановки, как танец дракона и танец льва, исполняемые обычно на крупных праздниках, таких как Китайский новый год. Среди современных художников Ибрагим Хуссейн, Саид Таджуддин, Абдул Гафар Бахари, Арис Азиз, Мазлан Нур Алонг, Грейс Лим, акварелисты Абей Зул и Абдул Гани Ахмад, карикатурист Россем Сем, а также художник в технике батика Мохамед Наджиб Ахмад Дава.

### Архитектура
Архитектура страны является смешением множества стилей, от традиционных индийских и китайских до принесённых европейскими колониалистами. Архитектурные традиции разнятся от региона к региону. Традиционными материалами для строительства являются древесина, бамбук и листья. Для коренных народов востока страны характерны длинные дома и водные деревни на сваях.

### Музыка
Традиционная музыка базируется главным образом на ударных инструментах, наиболее важным из которых является генданг. Всего насчитывается как минимум 14 различных типов барабанов. Другие инструменты включают ребаб (смычковый), серулинг (вид флейты) и другие духовые. Для востока страны характерны разные виды гонгов. Музыка традиционно использовалась во время рассказывания, а также на различных празднествах.

### Кухня

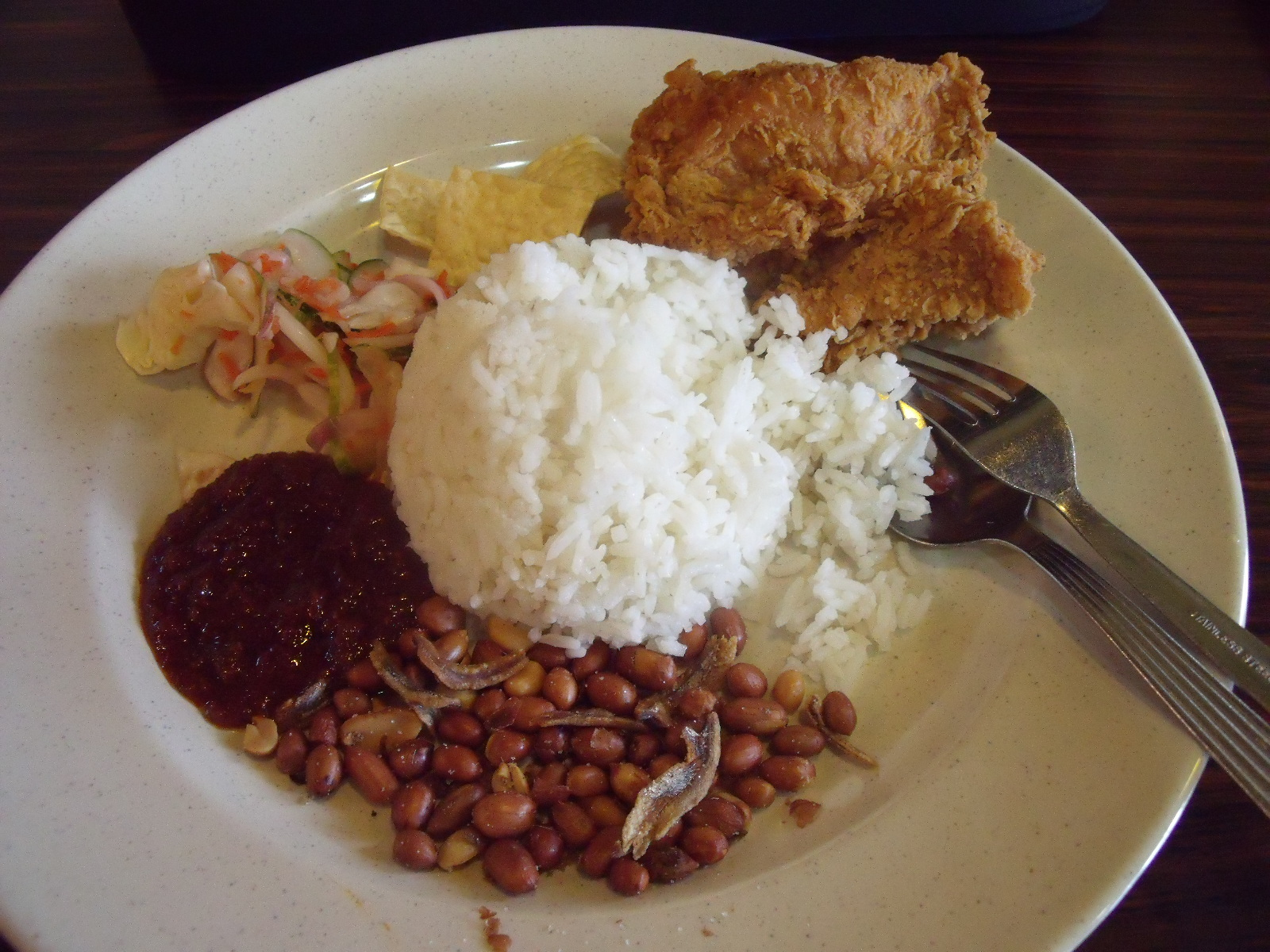
Наси лемак

Малайзийская кухня отражает мультиэтничность её населения. Множество культур как народов страны, так и народов соседних регионов повлияли на кухню. Основные влияния берут свои корни из малайской, китайской, индийской, тайской, яванской и суматранской культур во многом благодаря тому, что некогда через эти земли проходила дорога специй. Многие блюда содержат сразу несколько культурных влияний, что придаёт малайзийской кухне свою идентичность. Кухня Малайзии имеет наибольшее сходство с кухнями Сингапура, Брунея и Филиппин. Кулинарные традиции, блюда и способы их приготовления часто разнятся от штата к штату.
Как и в других странах региона, одним из основных продуктов в малайзийской кухне выступает рис. Наиболее популярным традиционным блюдом на основе риса является наси лемак: рис, приготовленный на пару с кокосовым молоком; подаётся обычно с жареными анчоусами, орехом, огурцом, яйцом вкрутую и острой пастой из перца чили, известной как самбал. Часто наси лемак подают также с мясным блюдом ренданг для того, чтоб сделать еду более сытной. Довольно сходным с наси лемак является блюдо наси датанг, популярное на восточном побережье полуостровной Малайзии. Другим важным компонентом наряду с рисом является лапша, популярная не только среди местных китайцев, но и среди других этнических групп. Ввиду морского положения страны, распространены блюда из рыбы и морепродуктов. Говядина является наиболее популярным мясом среди мусульман; среди немусульман распространена также свинина.

### Праздники

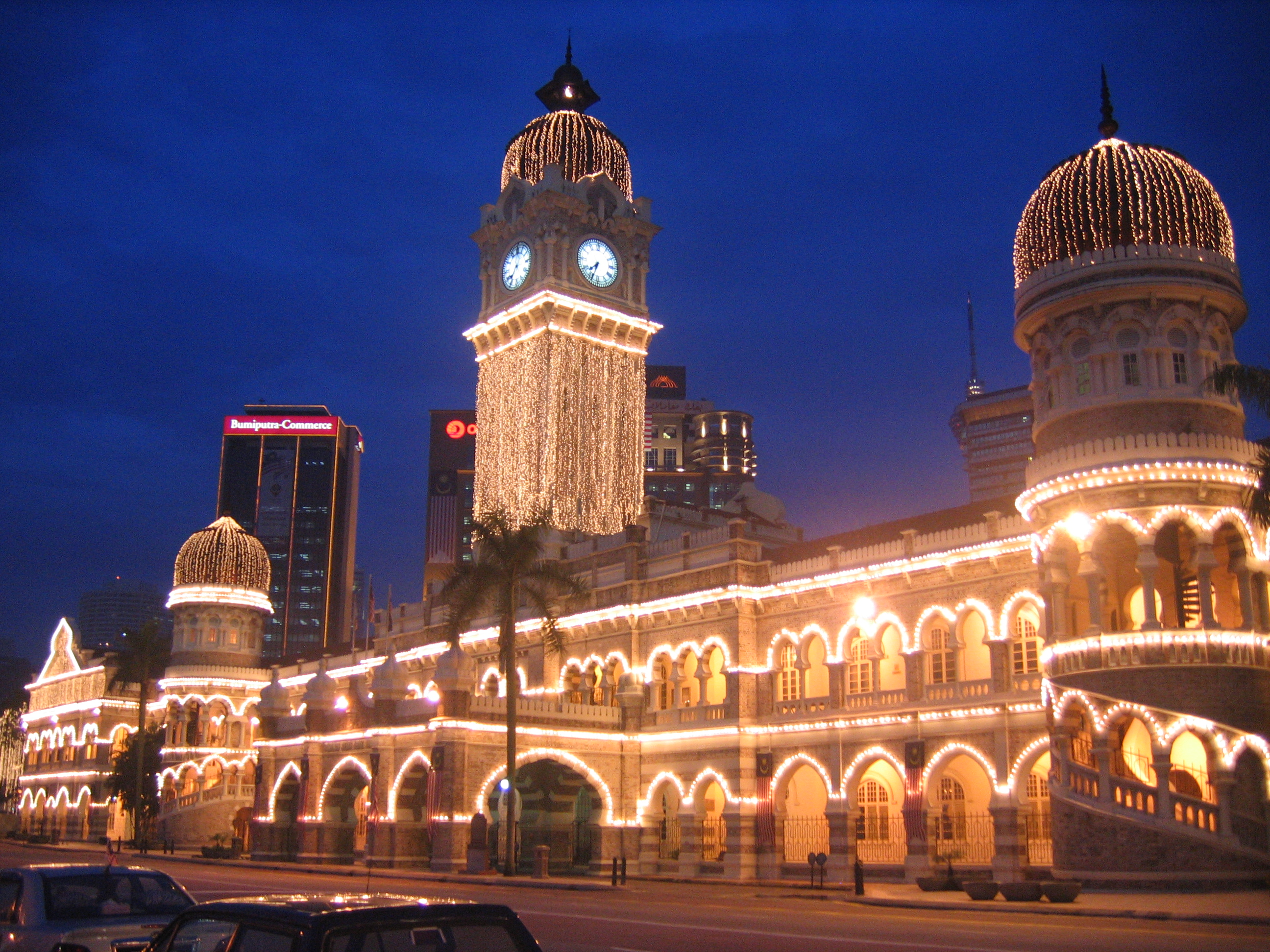
Здание султана Абдул-Самада в Куала-Лумпуре, украшенное к Дню независимости

В течение года малайзийцами отмечается довольно много праздников. Некоторые из них учреждены на федеральном уровне, а некоторые — правительствами отдельных штатов. Кроме того, соблюдение праздников зависит от конкретной этнической и религиозной группы; тем не менее, основные праздники каждой группы были объявлены государственными. Одним из основных праздников является День независимости (Хари-Мердека), празднуемый 31 августа в память об объявлении независимости Малайской федерацией в 1957 году. Другой важный государственный праздник — День Малайзии, отмечаемый 16 сентября в память о федерации 1963 года. Другие национальные праздники включают День труда (1 мая) и День рождения короля (первая неделя июня).
Широко отмечаются и основные исламские праздники: Ураза-Байрам (Хари-Райя Пуаса), Курбан-байрам (Хари-Райя Хаджи) и Маулид ан-Наби (Маулидур-Расул). Китайцами отмечается Китайский новый год и другие основные традиционные фестивали. Индийцами отмечается Дивали, Тайпусам и другие индуистские празднества. Христиане отмечают Рождество, Пасху и др. Этническими группами востока Малайзии широко отмечается также Праздник урожая (Гавай-Даяк). Несмотря на этническую и религиозную принадлежности большей части праздников, основные из них являются общими и зачастую отмечаются и представителями других этнических групп страны.

## Средства массовой информации

Центральная малайзийская пресса

В системе электронных средств массовой информации ведущее место занимает государственная корпорация «Радио и телевидение Малайзии» (RTM). Она подотчётна министерству информации, которое координирует деятельность всех государственных институтов масс-медиа. Точкой отсчёта её существования считается 1 апреля 1946 г., когда был создан Департамент по радиовещанию и свои передачи на средних волнах начало вести «Радио Малайи» (с 1963 г. — «Радио Малайзии»). В 1950 году оно на средних волнах запускает англоязычную радиостанцию The Blue Network (ныне — TraXX FM). Сейчас у «Радио Малайзии» 6 общенациональных радиостанций — Radio Klasik, TraXX FM, Asyik FM, Nasional FM, Ai FM, Minnal FM, 22 региональные радиостанции. Кроме того, с 15 февраля 1963 г. существует радио «Голос Малайзии», которое ведёт передачи на за рубеж на 8 языках (арабский, малайский, английский, индонезийский, китайский, бирманский, тагальский, тайский) объёмом 168 часов в неделю. Популярна музыкальная радиостанция «Класик Насионал» (Национальная классика).
Телепередачи ведутся с 28 декабря 1963 г. Цветное телевидение появилось 28 декабря 1978 г. Имеются два канала (TV-1 и TV-2). Количество передающих станций 131, объём передач — 206 часов в неделю (126 часов TV-1 и 80 часов TV-2). 1 июня 1984 г. создан первый частный канал — TV-3 с 24 передающими станциями, который с 31 августа 1997 ведёт круглосуточное вещание и охватывает 96 процентов населения страны. 1 июля 1995 г. в столице и её окрестностях вступил в действие 4-й канал «Метровижн», обслуживающий около 3,3 млн телезрителей.
Национальное информационное агентство — БЕРНАМА, учреждённое в 1968 г. Постановлением правительства от 1 мая 1984 г. оно наделено исключительным правом распространять информацию иностранных информационных агентств. Является членом Организации информационных агентств стран Азии и Тихого океана (ОАНА). Имеет отделения в каждом штате, зарубежные бюро на постоянной основе в Сингапуре, Джакарте, Ханое, стрингеров в Вашингтоне, Лондоне, Дакке, Мельбурне, Токио и Дели.
Выпускается 56 газет (14 на малайском языке, 12 — на английском, 18 — на китайском, 4 — на тамильском, 4 — на японском и 4 — многоязычные) и 1 801 периодическое издание (959 на малайском языке, 495 — на английском, 255 — на китайском, 62 — на тамильском и 30 — на японском). С 2006 года выходит ежеквартальный театральный журнал «Пёнтас» (Сцена), редактором которого является известный поэт Рахимидин Захари.
Крупнейшими газетными синдикатами являются «Нью Стрейтс Таймс Пресс» (1961), издающий пять ежедневных («Нью Стрейтс Таймс», «Берита Хариан», «Бизнес Таймс», «Мэлэй Мейл», «Хариан Метро») и четыре воскресных газеты («Нью Санди Таймс», «Берита Минггу», «Санди Мейл», «Метро Ахад») общим тиражом свыше 1,5 млн экземпляров и восемь журналов, а также «Утусан Мелайю (Малайсиа) Берхад» (1938), выпускающий две ежедневных («Утусан Малайсиа» — на латинице, «Утусан Мелайю» — на арабице) и одну воскресную («Минггуан Малайсия») газету общим тиражом около 700 тыс. экземпляров и десять журналов. Среди других влиятельных газет: «Стар» с воскресным номером «Санди Стар» (тираж 170 тыс.), «Наньян Шанбао» (145 тыс.), «Синчжоу Жибао» (210 тыс.), «Тамил Несан» (30 тыс.), «Чжунго Бао» (110 тыс.).
Лицензии на печатные издания обновлялись до 2012 г. ежегодно. С 1974 г. существует Малайзийский институт прессы, где журналисты повышают свою квалификацию.